# Jazzhaus Records
Jazzhaus Records ist ein unabhängiges Plattenlabel aus Freiburg im Breisgau und Teil der Jazzhaus Freiburg GmbH, die auch das Freiburger Jazzhaus und den Tourneeveranstalter Jazzhaus Artists umfasst.

## Geschichte
Das im Jahr 2005 gegründete Label Jazzhaus Records hat Bands und Künstler aus den unterschiedlichsten musikalischen Sparten wie Populäre Musik, Rockmusik, Blues, Jazz und Singer-Songwriter unter Vertrag. Hierzu zählen international renommierte Künstler ebenso wie auch Newcomer, unter anderem Pippo Pollina, Fools Garden, Etta Scollo, Cécile Verny Quartet, Danny Bryant, The Brew, Bernard Allison, Vdelli, Simin Tander, Martin Kälberer, Eric Sardinas, Otto Normal, Jazzchor Freiburg, Zweierpasch, Horst Hansen Trio, Susan Wolf, Tini Thomsen, TOS, Teresa Bergman.

## Veröffentlichungen (Auszüge)
- JHR 007 Lisa Doby – Free 2 be
- JHR 012 Bernard Allison – Chills & Thrills
- JHR 015 John Lee Hooker Jr. – All Odds Against Me
- JHR 018 Nuevo Tango Ensamble – Tango Mediterraneo
- JHR 023 Pippo Pollina & Linard Bardill – Caffè Caflisch
- JHR 024 Vdelli – Ain’t Bringing Me Down
- JHR 025 Lisa Doby – Who We Are
- JHR 026 Bergitta Victor – Sesel
- JHR 029 Bernard Allison – The Otherside
- JHR 031 The Brew –  A Million Dead Stars
- JHR 032 John Lee Hooker Jr. – Live in Turkey
- JHR 033 Blassportgruppe Südwest – Steil
- JHR 035 Vdelli – Take a Bite
- JHR 039 Nicole Jo – Go On
- JHR 040 Lina Button – Homesick
- JHR 041 Bernard Allison – Live at the Jazzhaus
- JHR 044 Bergitta Victor – So Happy
- JHR 045 Nuevo Tango Ensamble – D’impulso
- JHR 047 The Brew – The Third Floor
- JHR 050 Danny Bryant’s Redeyeband – Night Life
- JHR 054 Pippo Pollina – Zwischen Inseln
- JHR 055 Jazzchor Freiburg – A Cappella
- JHR 060 Allison Burnside Express – Allison Burnside Express
- JHR 062 Björn Berge – Mad Fingers Ball
- JHR 063 Cécile Verny Quartett – Fear & Faith
- JHR 064 Vdelli – Never Going Back
- JHR 067 Danny Bryant – Hurricane
- JHR 069 Pippo Pollina – Aspettando che sia Mattino
- JHR 072 Pippo Pollina – Le Pietre di Montsegur
- JHR 073 Pippo Pollina – Dodici Lettere d'Amore
- JHR 074 Pippo Pollina – Il Giornio del Falco
- JHR 075 Pippo Pollina – Elemantare Watson
- JHR 077 Pippo Pollina – Racconti Brevi
- JHR 079 Bergitta Victor – On a Journey
- JHR 084 Pippo Pollina – L`appartenenza
- JHR 085 Mamadou Diabate – Masaba Kan
- JHR 086 The Brew – Control
- JHR 087 Etta Scollo – Lunaria
- JHR 088 Vdelli – Live & On Fire
- JHR 089 Lariba – Walking Pa`lante
- JHR 090 Simin Tander – Where Water Travels Home
- JHR 092 The King – Return to Gravelands
- JHR 094 Brothers of Santa Claus – Navigation
- JHR 095 Danny Bryant – Temperature Rising
- JHR 097 Sarah Ferri – Ferritales
- JHR 098 Delilahs – Past True Last
- JHR 099 TOS – Home
- JHR 100 CVQ – Memory Lane
- JHR 102 Eric Sardinas – Boomerang
- JHR 105 Jazzchor Freiburg – Schwing!
- JHR 106 Bernard Allison – In the Mix
- JHR 108 Vdelli – Higher
- JHR 119 Pippo Pollina	– Live at Hallenstadion Zürich
- JHR 120 Danny Bryant – Blood Money
- JHR 121 Carrousel – L'euphorie
- JHR 122 Danny Bryant – Blood Money
- JHR 123 fatsO – On Tape
- JHR 124 Aline Frazao – Insular
- JHR 128 Sarah Ferri – Displeasure
- JHR 129 The Brew – Shake the Tree
- JHR 131 Ezio – Daylight Moon
- JHR 132 Vdelli – Out of Sun
- JHR 134 Pippo Pollina – Il sole che verrà
- JHR 139 Brothers of Santa Claus – Not OK
- JHR 141 Danny Bryant – BIG
- JHR 143 Carrousel – Filigrane
- JHR 144 Martin Kälberer – Baltasound
- JHR 146 Fools Garden – Rise and Fall
- JHR 148 Danny Bryant – Revelation
- JHR 150 Otto Normal – Wie wir sind
- JHR 151 Etta Scollo – Il passo interiore
- JHR 152 Curly Strings – Hoolima
- JHR 153 Bahur Ghazi – Bidaya
- JHR 154 Otto Normal – Wie wir sind
- JHR 155 Mojo Makers – Songs of the Sirens
- JHR 156 Aline Frazao – Dento da chuva
- JHR 157 Ayça Miraç – Lazjazz
- JHR 158 fatsO – One by One
- JHR 162 Sarah Ferri – Acoustic Strings Sessions
- JHR 164 Schmidbauer Kälberer Pollina – Süden II
- JHR 165 Susan Wolf – I Have Visions
- JHR 168 Otto Normal – Lava
- JHR 170 Marc Amacher – Roadhouse
- JHR 171 Cécile Verny Quartet – Of Moons and Dreams
- JHR 172 Danny Bryant – Means of Escape
- JHR 174 Chabezo – Teufelszeug
- JHR 175 Teresa Bergman – Apart
- JHR 177 Etta Scollo – Il viaggio di Maria
- JHR 178 Jazzchor Freiburg – Infusion
- JHR 179 Zweierpasch – Un peu d'amour
- JHR 182 Tini Thomsen – Shift
- JHR 183 Der weise Panda – Der weise Panda
- JHR 184 Horst Hansen Trio – Live in Japan
- JHR 186 Ute Lemper – Rendezvous with Marlene
- JHR 198 Simin Tander – Unfading
- JHR 194 Tini Thomsen – Horses & Cranes
- JHR 202 Ellis Mano Band – Here and Now
- JHR 215 Veronika Harcsa, Bálint Gyémánt – About Time
- JHR 233 Pippo Pollina – Nell’attimo
- JHR 249 Joo Kraus – No Excuse
- JHR 263 Horst Hansen Trio  – Sophicated
- JHR 265 Elsa – Jump!

Das Label ist nicht mit dem schon seit 1980 bestehenden Kölner Label JazzHausMusik und dem Reissue-Label Jazzhaus zu verwechseln.